# Slucké ghetto

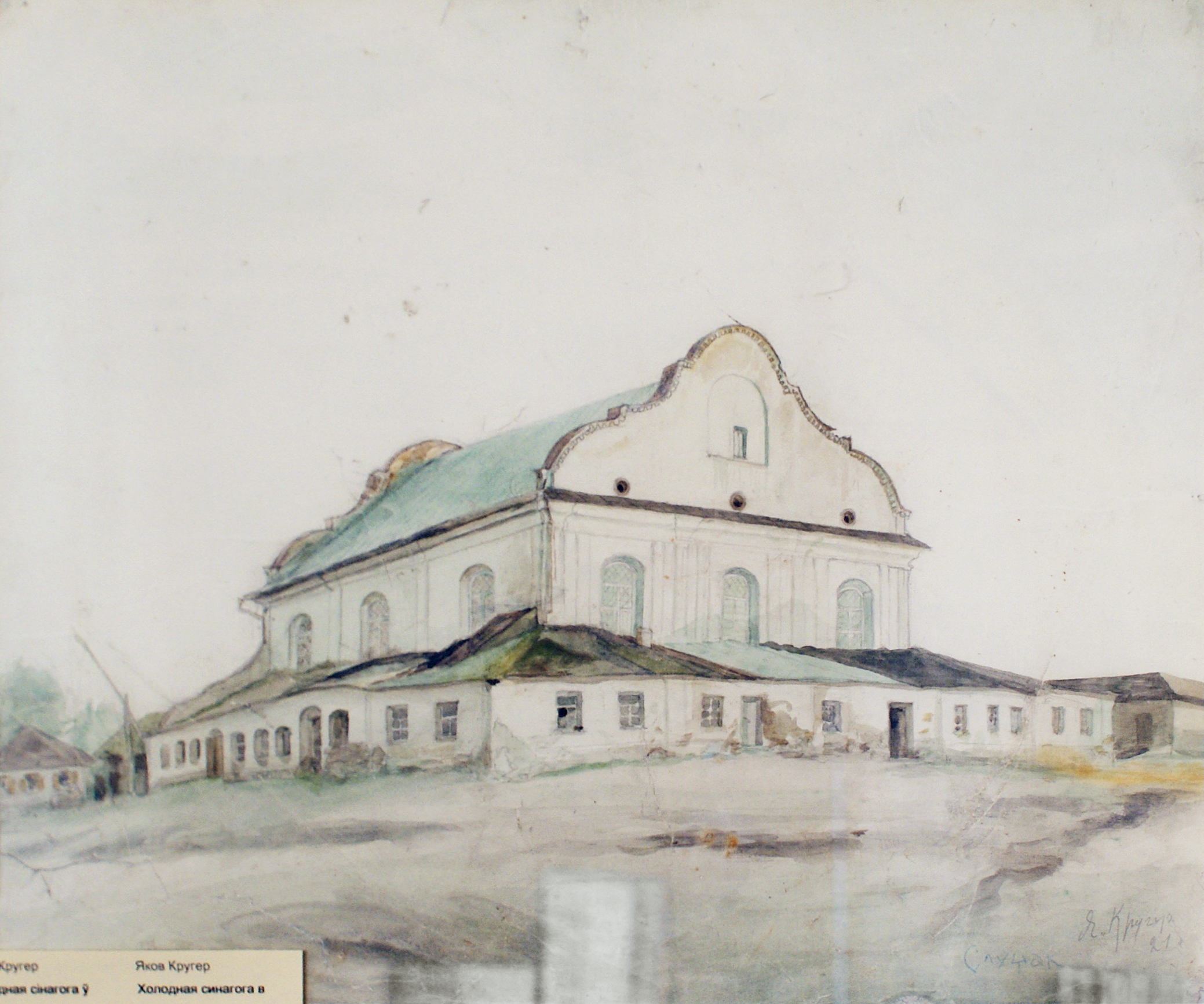
Jankiel' Kruhier: Synagoga ve Slucku (1921)

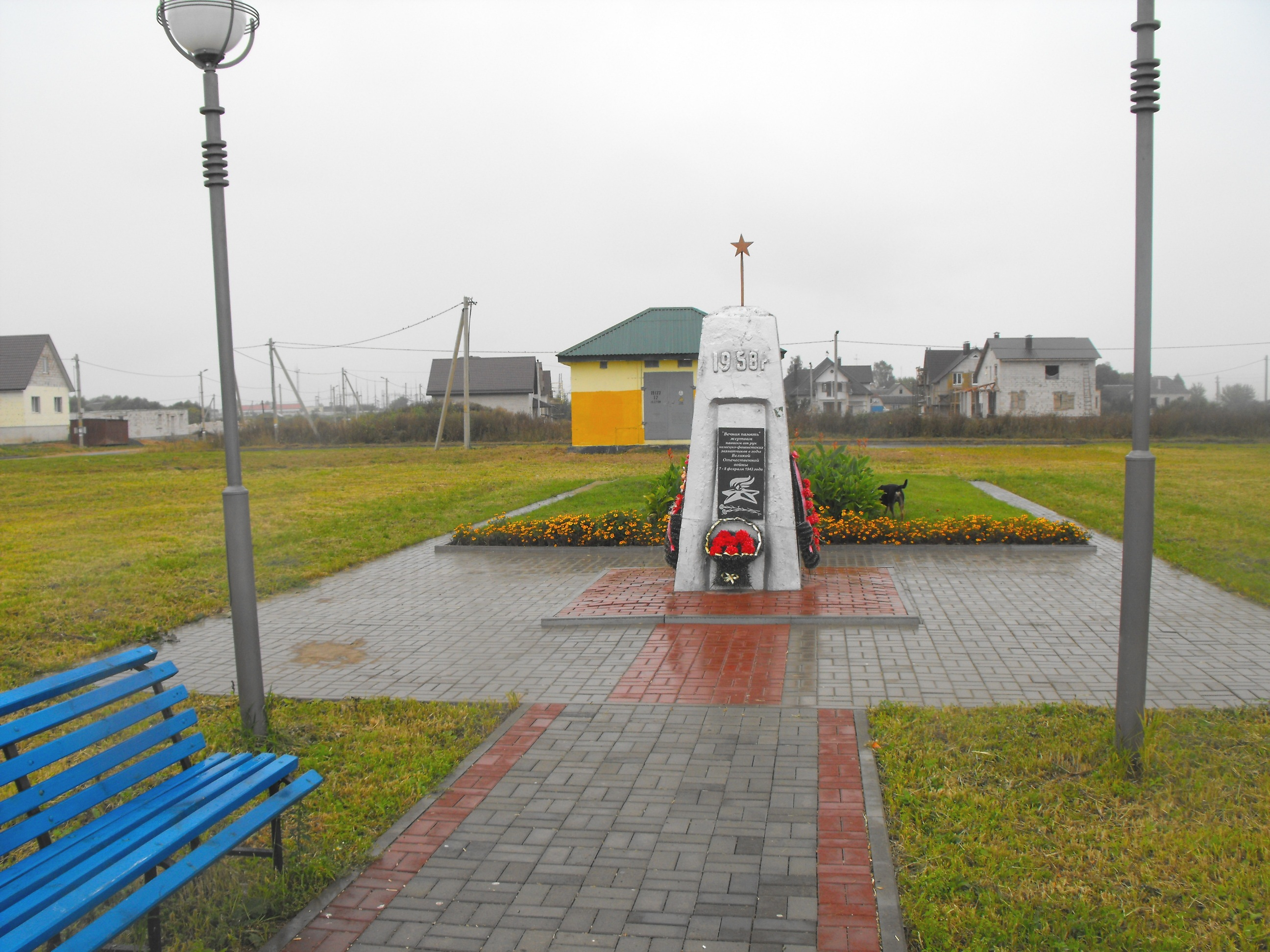
Památník Židům ze sluckého ghetta, zavražděným 7. a 8. února 1943

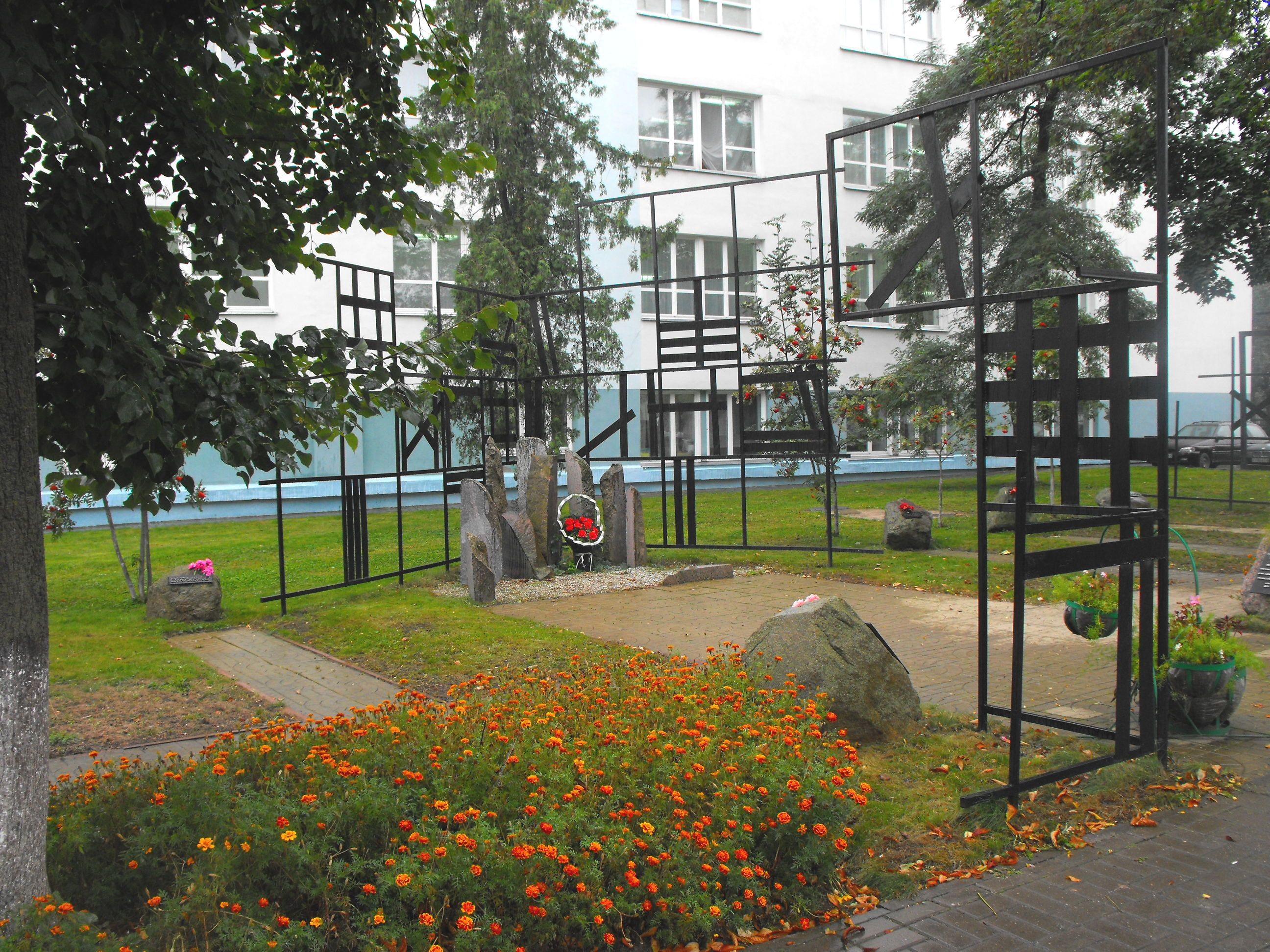
Pamětní komplex v centru Slucku, postavený v roce 2007

Slucké ghetto bylo ghetto v běloruském městě Sluck, ve kterém došlo v období od srpna 1941 do 8. února 1943 k vraždám a násilným deportacím Židů z města a okolních vesnic v rámci holocaustu v Bělorusku, během okupace území Sovětského svazu ozbrojenými silami Třetí říše a jejich komplici za druhé světové války. Počet židovských obětí zavražděných během existence ghetta byl přibližně 18 000. Počet židovských obětí holocaustu v Bělorusku dosáhl téměř 800 000, zejména ve 300 běloruských ghettech.
Na památku obětí byly ve Slucku postaveny dva pomníky.

## Židovská komunita ve Slucku
Sluck je město zmiňované již ve 12. století. První zmínka o židovské přítomnosti pochází z roku 1583 a na počátku 17. století už byla ve městě židovská komunita organizována. Kníže Radziwill, který v té době městu vládl, sem zval židovské obchodníky a řemeslníky a uděloval jim různé výhody. V roce 1655, když ruské armády napadly Bělorusko, Židé uprchli do Vilniusu, ale po skončení války se židovská komunita do Slucku vrátila a značně vzrostla. Slutsk se stal jedním z center židovské vzdělanosti a zdejší židovská komunita se stala jednou z největších a nejvlivnějších v Bělorusku. V 19. století tvořila více než 70 % obyvatel města. Židé se věnovali drobnému obchodu, různým řemeslným činnostem nebo zahradnictví. Přestože počátkem 20. století význam města upadal a životní úroveň většiny členů komunity nebyla příliš vysoká, udržovalo město mj. 18 synagog a několik chederů. Kolem roku 1910 existovaly ve Slucku dvě soukromé židovské školy pro chlapce a v jedné z nich byla třída vyhrazená pro dívky.
Po nastolení sovětské moci v roce 1919 byly rozpuštěny židovské politické organizace, postupně byly likvidovány i židovské náboženské a společenské instituce a synagogy byly uzavřeny. Počet Židů ve Slucku se ve 20. a 30. letech 20. století po odchodu některých rodin do větších měst (Moskva, Leningrad, Minsk) snížil (v roce 1926 byl počet židovského obyvatelstva stanoven na 8 358, tedy 53,3 % z celkového počtu).

## Historie ghetta
Sluck byl okupován ozbrojenými silami wehrmachtu po dobu 3 let, od 27. června 1941 do 30. června 1944. Poté, co bylo město dobyto německými silami, začala izolace Židů od zbytku obyvatelstva. Židé byli povinni nosit jednu Davidovu hvězdu na hrudi a jednu na zádech. Urážky a ponižování byly pravidlem, různými způsoby se prováděla i konfiskace židovského majetku. Důsledkem byly hlad, nedostatek lékařské péče a nemoci.
V srpnu 1941 byla většina Židů přemístěna do vymezené oblasti, jen zruční řemeslníci mohli zůstat tam, kde už byli. Obyvatelé ghetta, kteří nemohli pracovat, byli odvezeni a zastřeleni (Němci oznámili, že byli posláni na zemědělské práce), práceschopní byli nuceni pracovat v německých dílnách a továrnách, zejména v koželužnách.
Ve dnech 27. a 28. října 1941 proběhla ve Slucku ze strany německé policie a jejích litevských spolupracovníků akce, při které bylo nejen židovské obyvatelstvo, ale také velké množství nežidovských Bělorusů vyhnáno ze svých domovů. Kromě rabování bylo údajně zastřeleno 5 000 Židů; masakr označovaný jako slucký pogrom údajně organizovali Litevci a aktivně se jej účastnily i síly wehrmachtu a pomocná policie města Sluck složená z Bělorusů.
Němci následně vytvořili ve Slucku nové ghetto, které bylo obehnáno ostnatým drátem a přísně střeženo. V únoru 1943 podepsal šéf minské bezpečnostní policie obersturmbannführer Eduard Strauch dekret o likvidaci ghetta. Ta byla na rozdíl od událostí v říjnu 1941 pečlivě připravena a zorganizována, včetně použití plamenometů. Během 7. a 8. února 1943 bylo ghetto zcela vypáleno a všichni obyvatelé, více než 3000, byli upáleni zaživa nebo zastřeleni.